# Euproops
Euproops — вимерлий рід мечохвостів, що жив у кам'яновугільний період. «Трактат про палеонтологію безхребетних» описує Euproopidae як «малі форми з клиноподібною серцевою часткою, обрамленою чіткими осьовими борознами, черевним щитом із кільчастою віссю, на якій на останньому сегменті є високий виступ». Незвичайним є те, що Euproops міг бути напівводним, оскільки його зустрічали в наземних субстратах частіше, ніж у водних. Euproops відомий завдяки численним добре збереженим зразкам: найвідоміший вид походить із Великої Британії (Euproops rotundatus) і з родовища Мейзон-Крік в Іллінойсі (E. danae).